# Althaea (mythologie)

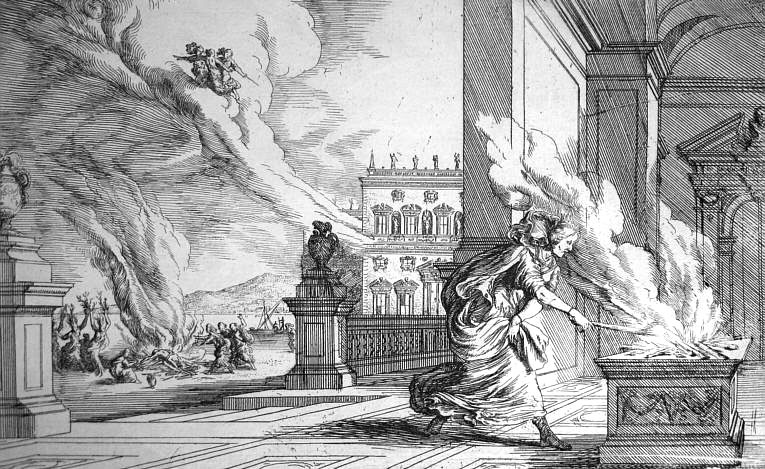
Althaea legt het houtblok weer op het vuur

Althaea of Althea (Oudgrieks Ἀλθαία, Althaia) is in de Griekse mythologie de dochter van koning Thestius en Eurythemis en de zuster van Leda, Hypermnestra, Iphiclus en Euippus. Ze is ook de vrouw van Oeneus, koning van Calydon én moeder van vijf zonen: Meleager, Melanippe, Toxeus, Thyreus, Clymenus, en twee dochters: Deianeira en Gorge. Volgens sommige schrijvers zou Meleager het resultaat zijn van een affaire van Althaea met de Griekse god Ares, en Deianeira een kind zijn van Althaea en de god Dionysus.
Althaea is vooral bekend door de geschiedenis over het lot van haar zoon Meleager; zij waren de oorzaak van elkaars dood. Immers, toen Meleager werd geboren voorspelden de Moirai (de schikgodinnen) dat hij slechts zou leven zolang een bepaald houtblok, dat in de haard lag te branden, nog niet zou zijn verteerd door het vuur:
Oeneus en Mars sliepen beiden een nacht met Althaea, dochter van Thestius. Toen Meleager werd geboren verschenen plotseling in het paleis de schikgodinnen, Clotho, Lachesis en Atropos. Zij bezongen zijn lot: Clotho zei dat hij nobel zou zijn, Lachesis dat hij dapper zou zijn, maar Atropos - kijkend naar een houtblok, dat lag te branden in de haard - zei: "Hij zal leven zolang dit houtblok niet is verteerd." Toen Althaea, de moeder, dit hoorde, sprong ze uit het bed, doofde het brandende houtblok en begroef het op de binnenplaats van het paleis, zodat het bij een brand niet zou worden verwoest.
In Aeschylus's Offerplengsters wordt Althaea genoemd door het koor van slaven van Clytaemnestra, in een herinnering aan "haat die nergens voor stopte":
Laat ieder die gezond van geest is dit onthouden, zodra hij het verhaal heeft gehoord over Thestius' dochter, de meedogenloze Althaea, die haar eigen zoon vermoordde. Ze bedacht een list om het houtblok te verbranden, dat door het lot was gekoppeld aan zijn levensloop. Het was bewaard vanaf de dag dat hij huilend tevoorschijn kwam uit de lendenen van zijn moeder. Doelbewust, bedrieglijk, zette ze op het vuur wat was om met hem gelijke tred te houden van geboorte tot dood. Het gloeide helder rood voordat de brand het zwartblakerde.
Meleager ontwikkelde zich tot een alom gerespecteerde prins. Toen gebeurde het op een lentedag dat Oeneus de eerste vruchten van het seizoen offerde aan de goden, maar daarbij Artemis per ongeluk vergat. Woedend over dit verzuim stuurde Artemis een zwijn van onnatuurlijke omvang en kracht om het land van Calydon te ruïneren. Meleager was een van de krijgers die op het zwijn jaagde, samen met de beroemde jaagster Atalanta en Althaea's broers. Meleager doodde het zwijn, maar gaf de huid aan Atalanta, zowel omdat hij verliefd op haar was geworden als omdat ze het dier als eerste geraakt had. Toen Althaea's broers, "minachtend dat een vrouw deze beloning kreeg in het aanzicht van de mannen, haar de huid afnamen, bewerend dat die hun als geboorterecht toekwam, als Meleager hem niet zelf zou willen", ontstak Meleager in woede en doodde zijn beide ooms.
Toen Althaea hoorde wat er was gebeurd, nam ze het houtblok van de plek waar ze het had verborgen en legde het terug op het vuur, waarmee ze Meleager doodde. Sommigen zeggen dat zij en Meleager's vrouw Cleopatra zich later verhingen, anderen dat ze zelfmoord pleegde met een dolk.